# 1946年鐵路
此條目列出1946年發生有關鐵路運輸的事件。

## 事件

### 2月
- 2月25日：日本發生嚴重撞車事故，造成184人死亡。

### 3月
- 3月29日：渥太華北端的省際大橋（英语：Interprovincial Bridge）受大火嚴重破壞[1]。

### 5月
- 5月1日：巴黎地鐵7號線由伊夫里門站延長至伊夫里市政府站。

### 6月
- 6月20日：首次在乘客列車上使用公共地址系統（英语：Public Address system）進行車站廣播，安裝於紐約地鐵的列車上。

### 12月
- 12月4日：倫敦地鐵中央線由利物浦街站延長至斯特拉特福站。
- 12月20日：倫敦地鐵區域線肯辛頓（奧林匹亞）站開始運行。